# 迈加比佐斯
迈加比佐斯（英語：Megabyzus），约活动于公元前5世纪前后，波斯阿契美尼德王朝将领。佐皮罗斯之子，薛西斯一世的姻兄弟。公元前482年他前往巴比伦平定反波斯人的叛乱，将巴比伦城洗劫一空。曾随薛西斯一世参加希波战争，公元前465年他又成为杀死薛西斯一世的阴谋者之一。新王阿尔塔薛西斯一世即位后，他担任叙利亚总督，并指挥军队进攻埃及，企图恢复波斯在埃及的统治地位。埃及叛乱头目投降后，他因为王太后的干预而食言杀死叛乱者。不久又在叙利亚发动反波斯的叛乱。后与阿尔塔薛西斯一世重归于好，但又在狩猎活动中因冒犯国王而远遁。5年后他佯病回国。在王室调解下与阿尔塔薛西斯一世和好如初。不久，迈加比佐斯就死去了，享年76岁。

## 家庭
- 子：Bubares，娶古伽娅[3]
  - 孙：墨涅拉俄斯 (Bubares)，曾是薛西斯一世时期阿拉班达（英语：Alabanda）的统治者。

## 扩展阅读
- 本条目包含来自公有领域出版物的文本: Chisholm, Hugh (编).  (第11版). London: Cambridge University Press. 1911.